# Wilhelm von Montenuovo
Wilhelm Albrecht von Monte Nuovo (Parma, Itália, 1821. augusztus 9. – Bécs, 1895. április 7.) osztrák császári altábornagy, Napóleon rastatti herceg féltestvére.

## Élete

### Származása, ifjúsága
Édesanyja Mária Lujza parmai hercegnő (1791–1847), I. Napóleon felesége, korábbi francia császárné, I. Ferenc osztrák császár leánya, a Habsburg–Lotaringiai-ház tagja.
Édesapja a régi olasz nemesi családból származó Adam Albert von Neipperg gróf (1775–1829) osztrák császári tábornok volt, Mária Lujza hercegnő főistállómeste, a Parmában állomásozó osztrák császári erők főparancsnoka.
Wilhelm Albrecht és nővére, Albertine Maria (1817–1867) szüleik 1816 óta tartó, házasságon kívüli viszonyából születtek. Születésük után egy Dr. Rossi nevű orvos családjához adták ki őket ki nevelésre, létezésüket 1822-ig titokban tartották. Mária Lujza férje, a száműzött Napóleon császár 1821. május 5-én hunyt el, Wilhelm Albrecht három hónappal ezután született. A megözvegyült Mária Lujza hercegnő röviddel fia születése után, szeptember 7-én rangon aluli (morganatikus) házasságot kötött gyermekei apjával, Neipperg gróffal. Wilhelm Albrecht és nővére ezt követően viselhették a von Neipperg grófi (grófnői) rangot.

### Katonai pályafutása
1838-ban Wilhelm gróf belépett az osztrák császári hadseregbe. 1843-ban részt vett Ludwig von Welden báró itáliai hadjáratában, ahol nagy sikereket ért el. A hadjárat közepétől Innsbruck város védelmét biztosította. 1848-ban részt vett az itáliai forradalmak, majd a magyar szabadságharc leverésében. 1850-ben  megnősült.

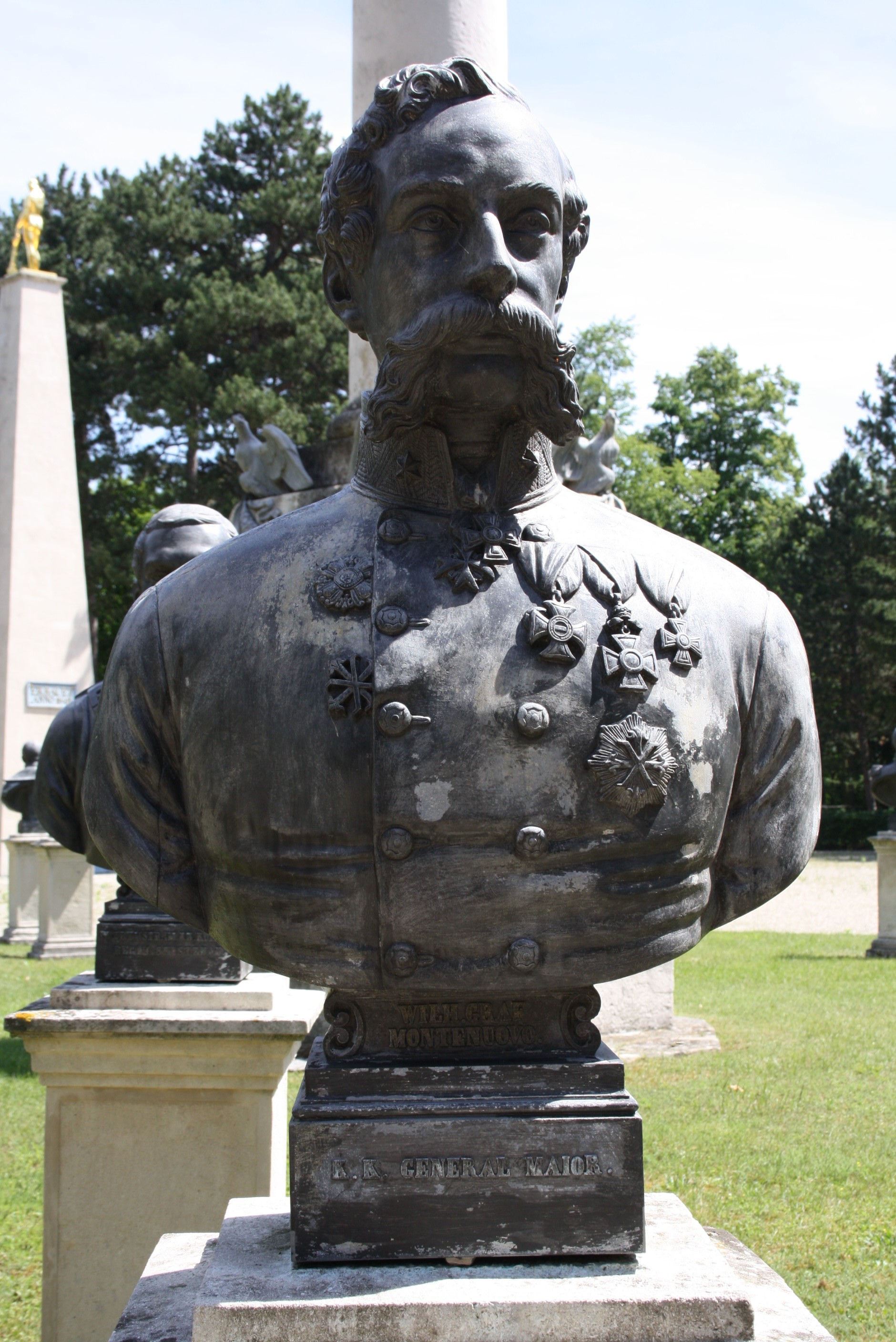
Montenuovo altábornagy mellszobra az alsó-ausztriai Heldenberg emlékhelyen

1854-ben altábornagyi kinevezést kapott. 1860-tól Erdély katonai parancsnokává nevezték ki. 1864. július 20-án Ferenc József császár engedélyezte Adam Albert von Neipperg gróf és Mária Lujza főhercegnő gyermekeinek, hogy felvegyék a Neipperg (tkp. Neuberg) név olasz tükörfordításából képezett Montenuovo családnevet. Wilhelm Albrecht grófot és nővérét egyúttal hercegi ill. hercegnői rangra emelte. 1866-tól Wilhelm Albrecht herceg Csehország kormányzója lett. 1867-ben belépett a lovassághoz, lovassági tábornokká előléptetve. 1878-ban helyezték nyugállományba. 1895. április 7-én hunyt el Bécsben. Feleségével együtt a bólyi Batthyány–Montenuovo-kastély közelében épült mauzóleumban nyugszik.

### Házassága, gyermekei
Wilhelm von Montenuovo gróf 1850. május 18-án feleségül vette németújvári Batthyány-Strattmann Julianna grófkisasszonyt (1827–1871), Batthyány-Strattmann Iván (János Nepomuk) gróf (1784–1865) és galánthai Esterházy Mária grófnő (1791–1830) leányát, akitől három gyermeke született:
- Albertina von Montenuovo (1853–1895), aki 1873-ban Württembergben Zygmunt Wielopolski lengyel grófhoz (1833–1902) ment feleségül,
- Alfred Wilhelm von Montenuovo (1854–1927), Montenuovo 2. hercege, aki 1879-ben Franziska Kinsky von Wchinitz és Tettau grófnőt vette feleségül. 1909–1917 között Ferenc József császár főudvarmestere lett.
- Marie von Montenuovo (1859–1911), aki 1878-ban nagyapponyi Apponyi Antal grófhoz (1852–1920) ment feleségül.